# تپه بادخوره ۱
تپه بادخوره ۱ مربوط به دوران پیش از تاریخ ایران باستان - است و در شهرستان اسدآباد، بخش مرکزی، روستای باد خوره واقع شده و این اثر در تاریخ ۱۰ بهمن ۱۳۸۳ با شمارهٔ ثبت ۱۱۳۵۹ به‌عنوان یکی از آثار ملی ایران به ثبت رسیده است.